# Cantone di Plénée-Jugon
Il Cantone di Plénée-Jugon è una divisione amministrativa dell'Arrondissement di Dinan e dell'Arrondissement di Saint-Brieuc.
È stato costituito a seguito della riforma approvata con decreto del 13 febbraio 2014, che ha avuto attuazione dopo le elezioni dipartimentali del 2015.

## Composizione
Comprendeva inizialmente 18 comuni, ridottisi a 11 dal 1º gennaio 2016 per effetto della fusione dei comuni di Jugon-les-Lacs e Dolo a formare il nuovo comune di Jugon-les-Lacs - Commune nouvelle. e dei comuni di Collinée, Le Gouray, Langourla, Plessala, Saint-Gilles-du-Mené, Saint-Gouéno e Saint-Jacut-du-Mené. a formare il nuovo comune di Le Mené:
- Bréhand
- Jugon-les-Lacs - Commune nouvelle
- Le Mené
- Penguily
- Plédéliac
- Plénée-Jugon
- Plestan
- Saint-Glen
- Saint-Trimoël
- Tramain
- Trébry